# 张宝麟
张宝麟（1883～1946），原名允赞，字仲仁，陕西省紫阳县洞河乡人。清末民国时期军事、商界人物。

## 生平
先后毕业于陕西陆军小学堂、中学堂、保定军官学堂速成炮科。辛亥革命前任陕西陆军一标二营右队排长，参加同盟会和哥老会。积极从事反清革命活动。1911年10月22日张宝麟参加西安起义。西安光复后，秦陇复汉军大统领张凤任命张宝麟为陕西南路宣慰安抚招讨使。张宝麟于11月28日出子午谷抵达安康，整顿安康秩序，然后溯汉水西上，进军汉中。1912年2月底，张宝麟占领城固、褒城，四川援陕军刘荫西抵勉县，陕安道镇台江朝宗逃走，汉中知府吴廷锡请刘荫西和张宝麟入汉中城。汉中和平光复。张宝麟任汉中镇守使，委马锡藩任汉中知府兼南郑县知县。
民国3年（1914），袁世凯派亲信陆建章入陕，原秦陇复汉军裁汰殆尽，张凤、张宝麟等革命党人被调至北京，置于袁世凯监视之下。民国5年（1916）元月12日，张宝麟以南方民党首要罪被捕入狱。袁世凯倒台后，张宝麟于民国7年（1918）再任陕南镇守使，进驻汉中，委楚纬任汉中道尹，邱为南郑县知事。民国10年（1921），直皖战争后，皖系军阀陈树藩被逐出西安，败退汉中，直系总统曹锟令张宝麟扣押陈树藩。张宝麟以同学之谊护送陈树藩入川，受到曹锟的通缉，亦率部入川。
张宝麟两次主政汉中，与民休养生息，清除匪患，安靖地方。

张宝麟从事军旅，亦兼营商务，在汉中、安康、武汉都有商号。张宝麟入川后，在川北一带活动。民国十三年（1924），第二次直奉战争中，冯玉祥组织国民军，囚曹锟于北京。张宝麟将部队交团长何经纬带回陕西，自己解甲为民，寓居汉中。受其母告诫，投入佛门，加入同善社，并将一院房屋捐为社产。民国十八年（1929）汉中饥荒，张宝麟开粥厂济贫。此后，张宝麟往来汉中、武汉从事商务。民国23年（1934）前后，于右任聘他为南京国民政府监察委员，他辞而不就。民国25年（1936）末西安事变期间，驻汉中51师师长王耀武同参谋长，以看望病中的张宝麟为由，观察其对事变的态度。遭拒绝。
抗日战争初，张宝麟赴武汉避居汉口法租界。直到1945年抗战胜利前夕，由河南潜回汉中。
民国35年 （1946）夏，宝麟病逝于汉中石灰巷。